# Arhopala termerion
Arhopala termerion är en fjärilsart som beskrevs av Hans Fruhstorfer 1914. Arhopala termerion ingår i släktet Arhopala och familjen juvelvingar. Inga underarter finns listade i Catalogue of Life.